# De oude vrouw in het bos

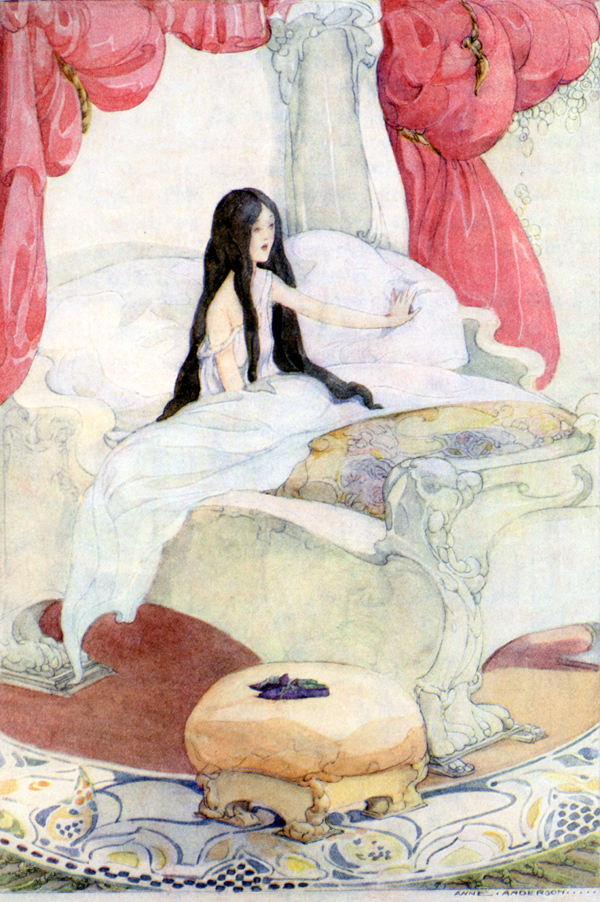

De oude vrouw in het bos is een sprookje uit Kinder- und Hausmärchen (KHM123), opgetekend door de gebroeders Grimm. De oorspronkelijke naam is Die Alte im Wald.

## Het verhaal
Een arm dienstmeisje overleeft als enige een overval door rovers in het bos, ze heeft zich achter een boom verstopt en begint hard te huilen als de boeven weg zijn. 's Avonds legt ze haar lot in Gods hand en ze gaat onder een boom zitten waar ze niet weg gaat. Er komt een witte duif met een gouden sleuteltje in zijn snavel en hij legt dit in haar hand. Ze moet het kleine slotje in de boom open maken en zal dan genoeg voedsel vinden. Ze vindt melk en witbrood en eet tot ze genoeg heeft. Ze wordt moe en krijgt een nieuw sleuteltje van de duif en moet een andere boom openmaken. Hier vindt ze een zacht bedje en ze bidt tot Onze Lieve Heer om bescherming. De volgende ochtend krijgt ze voor een derde keer een sleuteltje en ze vindt kleren in de derde boom, met goud en edelstenen bestikt.
Het duifje zorgt voor haar en op een dag vraagt het of ze mee gaat naar een huisje met een oude vrouw. Ze mag geen antwoord geven en moet doorlopen, rechts om haar heen. Ze moet naar een kamer gaan met een massa ringen op tafel en deze moet ze laten liggen. De eenvoudige ring moet ze pakken en deze moet ze geven aan de duif.
Het meisje loopt de vrouw voorbij en zegt niks, ze zoekt de ring en ziet de oude vrouw met een vogelkooitje lopen. De vogel heeft een eenvoudige ring in de snavel en ze pakt de ring en rent naar huis. De duif komt de ring niet halen en ze wordt vastgegrepen door de boom. De boom is een mooie man en hij vertelt dat het meisje hem heeft verlost uit de macht van de heks. Ook zijn dienaren en paarden krijgen hun normale uiterlijk terug en trouwen en leven nog lang en gelukkig.

## Achtergronden bij het sprookje
- Het sprookje komt uit de omgeving van Paderborn.
- De oude vrouw met betoverde vogels komt ook voor in Jorinde en Joringel (KHM69).
- De heks die mensen in dieren kan veranderen komt ook voor in de Odyssee (Circe) en de gebroeders Grimm vermelden dat ze verwant is met de heks uit Hans en Grietje (KHM15).
- De ring die uit een berg ringen moet worden gezocht komt ook voor in de Edda.
- De bruidegom als dier komt voor in De kikkerkoning (KHM1), De zingende springende leeuwerik (KHM88), Hans mijn egel (KHM188), De oude vrouw in het bos (KHM123) en Het ezeltje (KHM144).
- Het dier als helper komt in heel veel sprookjes voor;
  - drie raven in De trouwe Johannes (KHM6)
  - een beer in De twee gebroeders (KHM60)
  - een bij in De bijenkoningin (KHM62) en De twee reisgezellen (KHM107)
  - duiven in Assepoester (KHM21), De drie talen (KHM33)
  - een eend in Hans en Grietje (KHM15), De bijenkoningin (KHM62) en De twee reisgezellen (KHM107)
  - een geit in Eenoogje, tweeoogje en drieoogje (KHM130)
  - een haan in De drie gelukskinderen (KHM70)
  - een haas in De twee gebroeders (KHM60)
  - een hond in De drie talen (KHM33) en De oude Sultan (KHM48)
  - een kat in De drie gelukskinderen (KHM70) en De arme molenaarsknecht en het katje (KHM106)
  - een leeuw in De twee gebroeders (KHM60), De twaalf jagers (KHM67) en De koningszoon die nergens bang voor was (KHM121)
  - mieren in De witte slang (KHM17) en De bijenkoningin (KHM62)
  - een ooievaar in De twee reisgezellen (KHM107)
  - een paard in De ganzenhoedster (KHM89)
  - een pad in De drie veren (KHM63) en De ijzeren kachel (KHM127)
  - een raaf in De witte slang (KHM17) en Het boerke (KHM61)
  - een schimmel in Fernand getrouw en Fernand ontrouw (KHM126)
  - een slang in De drie slangenbladeren (KHM16) en De witte slang (KHM17)
  - een veulen in De twee reisgezellen (KHM107)
  - een vis in De witte slang (KHM17), Van de visser en zijn vrouw (KHM19), De goudkinderen (KHM85), Fernand getrouw en Fernand ontrouw (KHM126) en Het zeehaasje (KHM191)
  - een vogel in Assepoester (KHM21), De drie talen (KHM33) en De roverbruidegom (KHM40)
  - een vos in De gouden vogel (KHM57), De twee gebroeders (KHM60) en Het zeehaasje (KHM191)
  - een wolf in De oude Sultan (KHM48) en De twee gebroeders (KHM60)